# مانوئل کاماچو
مانوئل کاماچو (اسپانیایی: Manuel Camacho‎; ۲۶ آوریل ۱۹۲۹ – ۲۴ سپتامبر ۲۰۰۸) بازیکن فوتبال اهل مکزیک بود.
از باشگاه‌هایی که در آن بازی کرده‌است می‌توان به باشگاه فوتبال آمریکا، باشگاه فوتبال دپورتیوو تولوکا، و شیکاگو اسپرز اشاره کرد.
وی همچنین در تیم ملی فوتبال مکزیک بازی کرده‌است.